# Edda Bosse
Edda Bosse (Geburtsname Edda Lamotte, * 16. Juni 1953 in Bremen) ist seit Juni 2013 Präsidentin des Kirchenausschusses der Bremischen Evangelischen Kirche. 

## Leben
Die Journalistin Edda Bosse − Tochter des Bremer Unternehmers Hans Henry Lamotte und Schwester von Otto Lamotte − hat im väterlichen Betrieb im Bereich Unternehmenskommunikation gearbeitet. In ehrenamtlichen Tätigkeiten war sie bis 2013 Mitglied des Bauherrenkollegiums des St.-Petri-Doms und ist Vorsitzende des Beirats der Kulturkirche St. Stephani
Am 13. März 2013 hatte der Bremische Kirchentag Edda Bosse zur Präsidentin des Kirchenausschusses der Bremischen Evangelischen Kirche gewählt. Das Amt hatte Bosse am 7. Juni 2013 als Nachfolgerin von Brigitte Boehme angetreten.
Edda Bosse ist verheiratet und hat drei Söhne.

## Veröffentlichung
- Edda Bosse (Hrsg.): 150 Jahre Bremer Domchor. 1856–2006. Hauschild, Bremen 2006.